# Trachinus armatus
Trachinus armatus es una especie de peces de la familia Trachinidae en el orden de los Perciformes.

## Morfología
• Los machos pueden llegar alcanzar los 35 cm de longitud total.

## Distribución geográfica
Se encuentra desde Mauritania hasta Angola.